# سانتياغو لوبيز (لاعب كرة قدم مكسيكي)
سانتياغو لوبيز (بالإسبانية: Santiago López)‏ هو رياضي ولاعب كرة قدم مكسيكي، ولد في 18 يونيو 1992 في مدينة مكسيكو في المكسيك. لعب مع أتلانتي إف سي.

## وصلات خارجية
- سانتياغو لوبيز على موقع قاعدة بيانات كرة القدم.إي يو (الإنجليزية)
- سانتياغو لوبيز على موقع Soccerway.com (الإنجليزية)